# 黑龙洞泉
36°25′01″N 114°11′41″E / 36.41694°N 114.19472°E

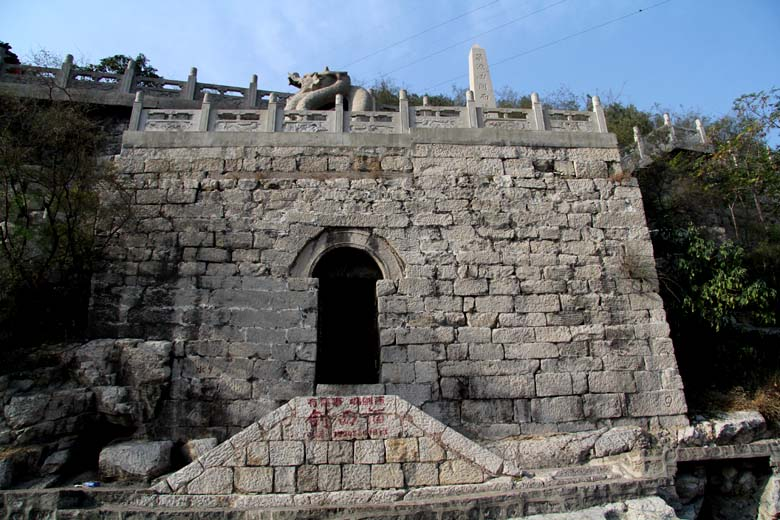
黑龙洞

黑龙洞泉，是滏阳河主源，位于中华人民共和国河北省邯郸市峰峰矿区滏阳东路街道黑龙洞村西北神麋、两鼓两山对峙处，因绝壁下有一天然石洞名黑龙洞，洞下之泉则称黑龙洞泉。泉域西连太行山，东接华北平原，是太行山区地下河水流向地面的一部分，泉域总面积2404平方千米，由大小70余个泉点组成，黑龙洞是最大的喷水泉口，众泉汇流，形成滏阳河上源。黑龙洞旁神麋、两鼓两山对峙处古称“滏口径”，是太行八径之一。滏口径处建有庙宇建筑群，被称为“滏口祠”或“风月关”。黑龙洞风月关为邯郸市的名胜之一。